# Dendrophagus longicornis
Dendrophagus longicornis is een keversoort uit de familie spitshalskevers (Silvanidae). De wetenschappelijke naam van de soort werd in 1889 gepubliceerd door Edmund Reitter.